# Nationalpark Brasília
Der Nationalpark Brasília ist ein am 29. November 1961, also im Zeitraum kurz nach der Gründung der neuen Hauptstadt, gegründeter Nationalpark im brasilianischen Bundesdistrikt 12 km nordwestlich von Brasilia in Brasilien und hat eine Größe von 423,8 km². 
Der Park erstreckt sich über Teile der Verwaltungsregionen Plano Piloto, Brazlândia, Sobradinho im Bundesdistrikt und dem schon in Goiás liegenden Padre Bernardo. Der Haupteingang befindet sich an der Estrada Parque Indústria e Abastecimento (EPIA) genannten Umgehungsstraße um Brasilia.
Der Park wird vom Chico-Mendes-Institut für Biodiversitätserhalt (Instituto Chico Mendes de Conservação da Biodiversidade, ICMBio) verwaltet. 
Die Landschaft im Park ist Teil der Chapada da Contagem und beherbergt Cerrado-typische Flora und Fauna. Die Vegetation umfasst die verschiedenen Typen von Cerrado wie Galeriewälder (mata de galeria pantanosa und mata de galeria não pantanosa), vereda, cerrado sensu stricto, cerradão, mata seca, campo sujo, campo limpo, campo rupestre, campo úmido und campo de murundus. Die Tierwelt umfasst unter anderem den Mähnenwolf, das Riesengürteltier, den Großen Ameisenbären, den Ozelot, den Cuandu, Akodom lindberg, den Krauskopf-Blauraben und die Gelbbauchamazone.
Im Park befindet sich mit dem Stausee Represa de Santa Maria, der aus Quellflüssen im Park gespeist wird, und der 25 % der Trinkwasserversorgung der Hauptstadt liefert. Die Quellflüsse im Park sind Zuflüsse zum Rio Paranoá.
Hauptattraktion sind die beiden Schwimmbecken, die mit Wasser aus dem Quellgebiet im Park gespeist werden. Daneben gibt es ein Besucherzentrum und die beiden Wander- und Lehrwege Trilha da Capivara (20 min) und Trilha do Cristal Água (5 km). Eine Erweiterung des Trilha do Cristal Água auf 15 km kann seit März 2016 auch mit dem Fahrrad befahren werden.